# 井上富三
井上 富三（いのうえ とみぞう、1882年（明治15年）2月6日 - 1974年（昭和49年）3月28日）は、日本の実業家。大建産業副社長等を経て、呉羽紡績社長や、同社会長、呉羽化学工業会長などを務めた。

## 人物
福井県遠敷郡熊川村生まれ。同郷の幼馴染だった伊藤竹之助の招きで東京高等商業学校（現一橋大学）在学中から伊藤本店で店内教育の講師を務め、1908年に同校本科卒業後、専門学校出身者として初めて伊藤本店に入店した。
1909年、マニラに視察のため出張。1914年伊藤忠支配人。1920年伊藤忠商事経理部長。1921年大同貿易監査役、富山紡績取締役、伊藤忠商事監査役。1929年呉羽紡績専務取締役。1933年伊藤忠商事取締役。
1934年浜名紡績取締役。1935年大町紡績取締役。1937年日本光棉紡績取締役、豊科紡績取締役、富国人絹パルプ取締役。1939年伊藤忠商事監査役。1941年台湾紡績相談役、満州繊維工業取締役。1944年大建産業副社長。1945年大建産業監査役。
1946年呉羽化学工業会長。公職追放解除後、1950年に呉羽紡績社長に就任。1952年日本電信電話公社経営委員。1953年呉羽化成会長。1954年呉羽紡績会長。1955年呉羽化学工業会長。
1964年藍綬褒章受章。1965年勲三等旭日中綬章受章。若狭町立熊川小学校に寄付を行い1966年に紺綬褒章受章。1974年叙従四位。日経連常任理事、関西経済連合会常任理事なども務めた。